# Język malajski miasta Serui
Język malajski miasta Serui – regionalna odmiana j. malajskiego papuaskiego, która jest używana w części prowincji Papua w Indonezji. Posługują się nią mieszkańcy miasta Serui i innych miejscowości na wyspach Yapen (Kepulauan Yapen), a także grupy ludności na pobliskim wybrzeżu Nowej Gwinei.
O ile uprawnione jest przypuszczenie, że malajski był w regionie znany już wcześniej, to do ekspansji i wykształcenia dzisiejszej jego formy miało dojść dopiero w XX wieku. Miejscowa ludność najczęściej określa swój język jako bahasa Indonesia, lecz wcale nie jest on tożsamy ze standardowym językiem indonezyjskim. Wykazuje pewne podobieństwa do odmiany wyspy Ambon, niemniej van Velzen (1995) przypuszcza, że jest bliżej spokrewniony z malajskim wysp Ternate i Tidore.

## Historia
Ludność regionu jest zróżnicowana pod względem językowym, toteż zaistniała wyraźna potrzeba posiadania środka kontaktów międzyetnicznych (lingua franca), zwłaszcza w obliczu wielowiekowych interakcji z grupami z zewnątrz, tradycji handlu niewolnikami i małżeństw mieszanych. Jest prawdopodobne, że pierwotnie malajski został wprowadzony przez lud Biak, który utrzymywał kontakty z Sułtanatem Tidore, a później w XIX w. przez kupców z Chin i południowego Sulawesi. Jednakże można przypuszczać, że znajomość malajskiego pozostawała słabo upowszechniona, aż do momentu wykorzystania tego języka przez holenderskich misjonarzy (którzy przybyli na początku XX wieku), a następnie przez holenderską administrację kolonialną. Do rozpropagowania języka malajskiego na bardziej odległe obszary przyczynił się program Opleiding tot Dorpsonderwizer, którym zainteresowało się wielu członków społeczności Waropen (wskutek czego w lokalnym malajskim zaznaczyły się wpływy języka waropen).

## Fonologia
Ludność zachodniego Yapen (społeczności językowe Woi, Ansus, Pom) głoski nosowe w wygłosie wymawia jako [ŋ]. Inne grupy nie używają [ŋ], jako że fonem ten nie występuje w ich językach etnicznych. Rozróżnienie między /r/ a /l/ jest wyraźniejsze w mowie ludzi wykształconych. Spotykane są następujące różnice względem języka indonezyjskiego: /di/ w miejscu /d͡ʒ/ oraz /ti/, /si/ lub /t/ zamiast /t͡ʃ/ (indonez. /ɡəred͡ʒa/ -> /geredia/; t͡ʃəŋkeh -> /sieŋge/ lub /sieŋke/). W wygłosie pomija się niektóre głoski (spółgłoski zwarte oraz /h/): /sudah/ -> /suda/, /takut/ -> /tako/; /k/ pomija się tylko w niektórych wyrazach: /balik/ -> /bale/, /sibuk/ -> /sibuk/. W tej odmianie języka konsekwentnie występuje głoska /f/, inaczej niż w wielu innych dialektach malajskiego papuaskiego.
Szwa (w języku indonezyjskim: /ə/) ma różne realizacje, niekiedy ze zmianą pozycji akcentu: jako /i/ (/pərˈɡi/ -> /ˈpiɡi/), jako /a/ (/səˈnaŋ/ -> /saˈnaŋ/), jako /o/ (/pəlˈuk/ -> /ˈpolo/), jako /e/ (/t͡ʃəˈpat/ -> /t͡ʃeˈpat/) lub z pominięciem tej głoski (/təˈrus/ -> /ˈtrus/). Indonezyjskim /ai/ i /au/ odpowiadają głoski /e/ i /o/: /pakai/ -> /pake/, /pulau/ -> /pulo/.

## Gramatyka
Morfologia została zredukowana względem standardowego języka malajskiego. Nie istnieją gramatyczne formy strony biernej, a wyrazy podstawowe (bez użycia afiksów) mogą pełnić funkcję czasowników. Używa się mniejszej liczby afiksów derywacyjnych niż w języku indonezyjskim. Poniższe prefiksy czasownikowe mają charakter produktywny:
- ba-/bar- (odpowiada indonez. ber-) – isi „zawartość” -> baisi „zawierać”, ana „dziecko” -> barana „mieć dzieci”;
- ta-/tar- (odpowiada indonez. ter-) – toki „bić” -> tatoki „zostać pobitym”;
- maN- (odpowiada indonez. meN-) – występuje sporadycznie, por.: lawan „versus” -> malawan „sprzeciwiać się”
- baku- (zapożyczenie z języka ternate[12]) – wyraża recyprokalność: pukul „bić” -> bakupukul „bić się”, mayari „uwodzić” -> bakumayari „uwodzić się nawzajem”;
- paN- – tworzy czasowniki nieprzechodnie: malas „niechętny” -> pamalas „nie mieć ochoty”.

Występuje także reduplikacja rzeczowników i czasowników, która pełni różne funkcje: tatawa „śmiać się” -> tatawa-tatawa „śmiać się wielokrotnie”, ronda „przejść się” -> ronda-ronda „spacerować sobie, przechadzać się po okolicy”, ana „dziecko” -> ana-ana „dzieci”, lap „wycierać” -> lap-lap „ścierka”.
Większość użytkowników nie czyni rozróżnienia między formami pierwszej osoby liczby mnogiej – inkluzywną i ekskluzywną (indonezyjskie kita i kami), mimo że takie rozróżnienie jest powszechne w językach lokalnych.
W konstrukcjach dzierżawczych stosuje się łącznik punya („mieć”, również w skróconej formie pu), a określnik dzierżawczy następuje przed rzeczownikiem określanym. Przykładowo: sa pu spatu – „moje buty”, dosł. „ja” + pu + „but”.

## Słownictwo
Malajski miasta Serui różni się od j. indonezyjskiego pod względem leksykalno-semantycznym. Istnieje grupa słów, którym przypisano bardziej pojemne znaczenia, a niektóre wręcz zmieniły swój sens w porównaniu z indonezyjskim:
- kumis („wąsy”) ma dodatkowe znaczenia: „broda, włosy na klatce piersiowej, bokobrody”
- motor („motor, motocykl”) ma dodatkowe znaczenia: „łódź motorowa”, „ryby dwudyszne”
- indonezyjski czasownik bunuh „zabijać” odpowiada lokalnej formie bunu, która znaczy również „wyłączyć (urządzenie)”
- panggayu to czasownik „wiosłować” (indonez. pengayuh to rzeczownik „wiosło”), „wiosło” to natomiast dayung (co już nie znaczy „wiosłować”, inaczej niż w j. indonezyjskim).

Istnieje spora grupa słów, które nie są spotykane w standardowym indonezyjskim:
- bia – „skorupa” (por. indonez. kerang)
- tete – „dziadek” (por. indonez. kakek)
- soa-soa – „iguana” (por. indonez. biawak)
- caparuni – „pozbawiony ładu” (zapożyczenie z malajskiego ambońskiego, por. indonez. berantakan)
- rica – „papryczka chili” (por. indonez. lombok)
- kaskado – „świerzb” (por. indonez. kudis)
- lolaro/olaro – „mangrowiec” (por. indonez. pohon bakau)
- duri babi – „jeżowiec” (por. indonez. bulu babi)
- molo – „nurkowanie na bezdechu”
- sema – „czarownik”
- koming – „rdzenny Papuas”
- tai yakis – wykrzyknienie wyrażające opór
- mayari – „uwodzić”
- bilolo – „pustelniki (skorupiaki)”.

Występują zapożyczenia z języka holenderskiego, języka portugalskiego, innych odmian języka malajskiego oraz języków regionalnych:
- testa – „głowa” (port. testa)
- kadera – „krzesło” (port. cadera)
- spir – „mięsień” (niderl. spier)
- firkan – „kwadrat” (niderl. vierkant)
- boswesen – „wydział leśnictwa” (niderl. boswezen).